# Agelaeopsylla insolita
Agelaeopsylla insolita är en insektsart som beskrevs av Taylor 1990. Agelaeopsylla insolita ingår i släktet Agelaeopsylla och familjen rundbladloppor. Inga underarter finns listade i Catalogue of Life.